# Apodemus ponticus
Црноморски пољски миш (лат. Apodemus ponticus, енгл. Black Sea field mouse) је врста глодара из породице мишева (лат. Muridae). У његовом телу може бити изолован један од вируса, изазивача мишје грознице, Добрава-Београд вирус.

## Распрострањење
Ареал врсте покрива средњи број држава. Врста има станиште у Русији, Турској, Грузији, Јерменији и Азербејџану.

## Станиште
Станиште врсте су шуме. Врста је присутна на подручју Црног мора. 

## Начин живота
Број младунаца које женка доноси на свет је обично 5-6. 

## Угроженост
Ова врста је наведена као последња брига, јер има широко распрострањење и честа је врста.